# Orient (1924)
Orient ist ein gut zweistündiges, monumentales deutsches Stummfilmdrama aus dem Jahre 1924 von Gennaro Righelli mit Maria Jacobini in einer Doppelrolle und Harry Liedtke in der männlichen Hauptrolle. Der dänische Leinwandveteran Viggo Larsen verabschiedete sich mit dieser Produktion vom Stummfilm.

## Handlung
Irgendwo im sagenumwobenen Ägypten. Im Zentrum des Geschehens stehen zwei grundverschiedene Töchter eines Araberscheichs: einmal Katja, die aus der Verbindung mit einer Europäerin entstand und nun als „Halbweltdame“ in Paris zu verkommen droht; zum anderen die rein arabische, glutäugige Yamile, die sich unsterblich in den britischen Kolonialoffizier Harry Russin verliebt hat. Dass die beiden zwischenzeitlich heimlich geheiratet haben, darf niemand wissen, zu sehr gibt es noch gegenseitige Vorurteile, sowohl auf Seiten seiner europäischen Landsleute als auch auf der ihrer arabischen Stammesangehörigen. Eines Tages nehmen ihre arabischen Glaubensbrüder Yamile gefangen, während Gatte Harry, verfolgt vom Bruder des Scheichs, nach Europa entkommen kann. 
In Paris versucht der Bruder des orientalischen Herrschers Harry aufzuspüren, um ihn zurück nach Ägypten zu locken und dort nach arabischem Recht zu bestrafen. In der französischen Hauptstadt gelingt es dem Emissär des Scheichs, Katja ausfindig zu machen und diese zu überzeugen, ihm dabei zu helfen, Harry zurück nach Ägypten zu locken, indem sie sich als ihre Halbschwester Yamile ausgibt. Doch Katja erkennt noch rechtzeitig, dass es Unrecht ist, was sie zu tun beabsichtigt. Im Moment größten Opfertums gibt die Wahlpariserin, die sich zwischenzeitlich ebenfalls in Harry verliebt hat, sich als Yamile aus und kann so deren Leben retten, damit ihre Halbschwester und ihr englischer Gatte wieder miteinander vereint sein  können. Ihre Opferbereitschaft bezahlt Katja mit dem eigenen Leben.

## Produktionsnotizen
Orient, bisweilen mit dem Untertitel Die Tochter der Wüste versehen, entstand Frühjahr/Mitte 1924 mit Studioaufnahmen im Grunewald-Atelier (Berlin) sowie mit Außenaufnahmen in Ägypten. Der Film passierte die deutsche Zensur am 15. Oktober 1924. Der Achtakter besaß eine für damalige Zeiten enorme Länge von 3211 Meter und wurde am 17. Oktober 1924 in der Berliner Saalburg uraufgeführt. 
Die von Leo Goldberger ausgeführten Filmbauten entwarf Stefan Lhotka.
Dasselbe Team (Regisseur, Hauptdarsteller, Drehbuchautoren, Kameraleute) drehte zeitgleich an eben diesen Drehorten (inklusive Ägypten) die Stummfilmkomödie Die Puppenkönigin.

## Kritiken
Der Allgemeine Tiroler Anzeiger schrieb: „Der Regisseur Righelli schuf hier eine ununterbrochene Folge prachtvoller Bilder, die den Beschauer vom ersten Augenblicke an faszinieren und bis zum Ende in ihrem Banne halten werden. Ausgezeichnetes, Allerbestes leist die große Tragödin Jacobini. Ihr ebenbürtig sind die weiteren Hauptdarsteller.“
In der Filmbote konnte man lesen: „Eine berauschende Symphonie von Leidenschaft und Liebe ist dieser große Prunkfilm, der herrliche Bilder aus dem fernen, dem Abendländer noch immer geheimnisvollen Osten bringt. (…) Im Mittelpunkt der Handlung steht eine fabelhafte Doppelrolle, die Maria Jakobini [sic!] mit vollendeter und fein differenzierter Darstellungskunst verkörpert.“